# Bibliografia anotada
Uma bibliografia anotada é uma bibliografia que fornece um resumo de cada uma das entradas listadas na bibliografia. O objetivo das anotações é fornecer ao leitor um resumo e uma avaliação de cada uma das fontes. Cada resumo deve ser uma exposição concisa da(s) ideia(s) central(ais) da fonte e dar ao leitor uma ideia geral de seu conteúdo.

## Principais componentes das bibliografias anotadas
A seguir estão os principais componentes de uma bibliografia anotada. Nem todos esses campos são usados; eles podem variar dependendo do tipo de bibliografia anotada e das instruções do instrutor, caso faça parte de uma tarefa escolar.
- Citação bibliográfica completa: as informações bibliográficas necessárias e completas, ou seja (autor, título, editora e data, etc.),
- Histórico do autor: nome, autoridade, experiência ou qualificações do autor.
- Objetivo da obra: os motivos pelos quais o autor escreveu a obra
- Escopo do trabalho: a amplitude ou profundidade da cobertura e os tópicos ou subtópicos abordados.
- Argumento principal: declare os principais pontos informativos do artigo
- Público: Para quem foi escrito (público em geral, especialistas no assunto, estudantes)?
- Metodologia: Que metodologia e métodos de pesquisa o trabalho empregou?
- Ponto de vista: Qual é a perspectiva ou abordagem do autor (escola de pensamento, etc.)? Por exemplo, algum viés não reconhecido ou qualquer suposição não defendida?
- Fontes: O autor cita outras fontes e, em caso afirmativo, quais tipos? É baseado na pesquisa do próprio autor? É opinião pessoal?
- Confiabilidade da fonte: Quão confiável é o trabalho?
- Conclusão: O que o autor conclui sobre a obra? A conclusão é justificada pelo trabalho?
- Características: Alguma informação extra significativa, por exemplo, recursos visuais (gráficos, mapas, etc.), reimpressões de documentos de origem, uma bibliografia anotada?
- Pontos fortes e fracos: Quais são os pontos fortes e fracos do trabalho?
- Comparação: Como a fonte se relaciona com outros trabalhos feitos por outros escritores sobre o tema: ela concorda ou discorda de outro autor ou de uma escola de pensamento específica; há outros trabalhos que a apoiariam ou contestariam?
- Voz/Conclusão pessoal: Forneça uma opinião sobre o trabalho ou uma reação à fonte com base em outros trabalhos disponíveis, conhecimento prévio do assunto ou conjuntos de conhecimento feitos por outros pesquisadores.

As anotações podem ser escritas com diferentes objetivos em mente. Existem três tipos de anotações, dependendo do que pode ser mais importante para o leitor ou de acordo com as instruções do professor.  É impossível descrever um procedimento padrão para todos os tipos de anotações, pois uma anotação não se ajusta a todos os propósitos. Para saber o melhor tipo de anotação, é prudente consultar o instrutor ou seguir as instruções. Por exemplo, se uma tarefa estipula que uma bibliografia anotada deve fornecer evidências que comprovem uma compreensão analítica das fontes usadas, então deve-se escrever uma bibliografia anotada analítica, que inclui a avaliação das fontes. Os três tipos de bibliografias anotadas são: anotações de resumo, anotações críticas e uma combinação dos dois anteriores.
Anotações resumidas
As anotações resumidas são classificadas em anotações informativas e indicativas.
A seguir estão as principais características das anotações de resumo:
- Mostram um resumo do conteúdo de origem
- Destacam os argumentos e provas/evidências mencionados no trabalho
- Às vezes, descrevem a metodologia do autor e quaisquer teorias utilizadas
- Oferecem a conclusão da fonte
- Não avaliam o trabalho que estão discutindo

Anotações informativas
Este tipo de anotação é um resumo da fonte. Uma anotação informativa deve incluir a tese do trabalho, argumentos ou hipóteses, provas e uma conclusão.
Anotações informativas fornecem um resumo direto do material de origem.
Eles resumem todas as informações relevantes sobre o autor e os pontos principais da obra.
Para escrever uma anotação informativa, comece escrevendo a tese; depois desenvolva-a com o argumento ou hipótese, liste as provas e declare a conclusão
Bibliografias anotadas indicativas
Anotações indicativas não fornecem informações reais da fonte.
Fornecem informações gerais sobre que tipos de questões ou problemas são abordados pelo trabalho, por exemplo, por meio de títulos de capítulos.
Na entrada indicativa, não há nenhuma tentativa de fornecer dados reais, como hipóteses, provas, etc.

### Anotações avaliativas
Este tipo de anotação avalia os pontos fortes e fracos da fonte, em termos de utilidade e qualidade.
As bibliografias anotadas avaliativas fazem mais do que apenas resumir, elas fornecem avaliações críticas.
Avaliam a fonte ou o autor criticamente para encontrar quaisquer vieses, falta de evidências, objetivos, etc.
Mostram como o trabalho pode ou não ser útil para um determinado campo de estudo ou público.
Explicam como pesquisar o material auxiliou um projeto.

### Anotações de combinação
A maioria das bibliografias anotadas contém anotações combinadas. Esse tipo de anotação resumirá ou descreverá o tópico e, em seguida, avaliará a utilidade da fonte e um resumo. Geralmente também inclui uma análise detalhada sobre o motivo pelo qual o artigo foi escrito.

## Formatos de escrita de bibliografias anotadas
Bibliografias anotadas contêm duas seções principais: a seção de informações bibliográficas e a seção de anotações.
Como os formatos podem variar ligeiramente de uma instituição para outra e entre acadêmicos e pesquisadores, dependendo dos regulamentos, cursos e materiais que estão sendo anotados, é fundamental solicitar diretrizes específicas.
As informações bibliográficas
Há também anotações bibliográficas que combinam todos os três tipos (estilo MLA, APA e Chicago). Ao decidir o estilo de uma bibliografia anotada, deve-se considerar sua finalidade e as instruções fornecidas. Independentemente do estilo de formatação necessário, todas as bibliografias anotadas precisam seguir a mesma regra: o sobrenome do autor deve ser a única parte alinhada à esquerda, enquanto o restante do texto deve ser recuado.
As informações bibliográficas são escritas antes da anotação usando o estilo de referência adequado. As informações normalmente são identificadas usando um recuo deslocado.
Geralmente, porém, as informações bibliográficas da fonte (título, autor, editora, data, etc.) são escritas no formato MLA ou APA.
As anotações
As anotações para cada fonte são escritas em forma de parágrafo.
O tamanho das anotações pode variar significativamente, de algumas frases a algumas páginas.
O comprimento da anotação deve estar entre 100 e 200 palavras.
Ao escrever resumos de fontes, as anotações não podem ser muito longas.
Entretanto, ao escrever uma análise extensa de cada fonte, pode ser necessário mais espaço.
Algumas frases de resumo geral seguidas de várias frases sobre como o trabalho se encaixa em um artigo ou projeto maior, o que pode ser útil ao escrever um rascunho.

## Escrita
Exemplo de entrada de uma bibliografia anotada no estilo APA:

O livro de Murray oferece uma visão aprofundada da história das bibliotecas desde os tempos antigos. Ele incorpora belas ilustrações, citações e descrições de várias bibliotecas ao redor do mundo. Este livro apresenta a história da evolução do livro de era para era. Também serve como uma fonte primária de informações para pesquisas sobre a história das bibliotecas. É um bom livro que deve interessar a amantes de livros e bibliotecários.